# 广户站
广户站（日语：／ Hiroto eki */?）位于青森县西津轻郡深浦町大字广户字小广户，是东日本旅客铁道（JR東日本）管辖的五能线上的鐵路車站。

## 历史
- 1954年12月25日 - 作为国铁车站投入运营[1]。
- 1987年4月1日 - 国铁分割民营化后成为JR东日本车站。
- 2010年4月1日 - 管理站由深浦站变为五所川原站。

## 车站结构
侧式站台1台1线的地上车站。站房有简易候车室。线路一侧筑有防波堤。
五所川原站管理的无人车站。

## 相邻车站
東日本旅客铁道
■五能线
□快速
通过
■普通
深浦－广户－追良濑